# Kazakovite
La kazakovite è un minerale appartenente al gruppo della lovozerite.